# Musiktheater Roma
Das Musiktheater Roma ist ein Theater für Oper und Musical in der polnischen Hauptstadt Warschau. 
Das Theater befindet sich in der Innenstadt an der Nowogrodzka-Straße unweit des Kulturpalasts.

## Geschichte
Das Theater wurde 1994 gegründet und zog in das Gebäude der Katholischen Aktion ein, das zuvor von der Warschauer Oper und der Warschauer Operette genutzt wurde. Das Musiktheater Roma führt Opern, Operetten, Musicals und Ballett auf. Es werden vor allem Stücke des Mainstreams angeboten.